# 올리비에 마르샬

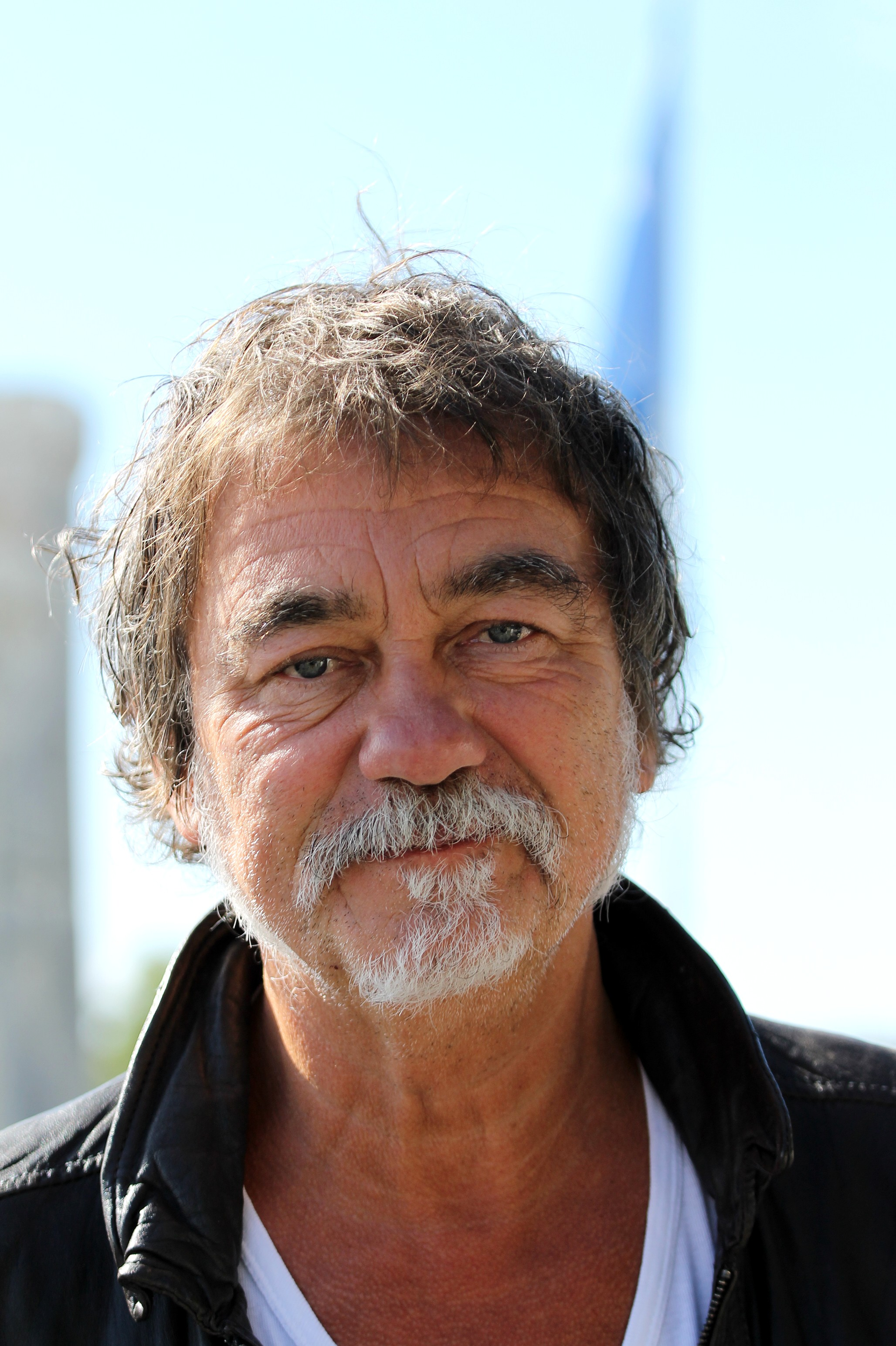

올리비에 마르샬(프랑스어: Olivier Marchal, 1958년 11월 14일 ~ )은 프랑스의 배우, 영화 감독이다.
탈랑스에서 태어났다.

## 영화
- 로그시티 (2020년)
- 섹션제로4: 진혼곡 (2018년)
- 섹션제로3-블록13 (2017년)
- 카본 (2017년)
- 섹션제로-3구역 (2016년)
- 섹션제로2-블랙스쿼드 (2016년)
- 패스트라이프 (2014년)
- 더 체이스 (2014년)
- 파리 카운트다운 (2013년) - 밀란 역
- 더 캅, 디 엑스 앤드 디 이디엇 (2012년)
- 대부 : 끝나지 않은 이야기 (2011년)
- Jo's Boy (2011)
- 다이아몬드 13 (2009년)
- 블레임 잇 온 멈 (2009년)
- Le Bruit des gens autour (2008)
- MR 73 (2008년)
- 애니씽 포 허 (2008년) - 앙리 역
- 갱스터즈 (2007년)
- 스콜피온 (2007년) - 드보아 역
- 텔 노 원 (2006년)
- 딸을 찾아서 (2006년)
- 오르페브르 36번가 (2004년)
- 외계인 (2000년)
- 바캉스 레 (1997년)